# 友情のメダル
1. 早稲田大学歴史館所蔵のメダル
2. 秩父宮記念スポーツ博物館所蔵のメダル

友情のメダル（ゆうじょうのメダル）とは、1936年（昭和11年）のベルリンオリンピック棒高跳に出場し、2位になった西田修平と3位になった大江季雄が、お互いの銀メダルと銅メダルを半分に分けて繋ぎ合わせたメダルである。このエピソードは、小学校の国語の教科書などにも掲載された。「友情メダル」、「分割メダル」、「友情の分割メダル」、「つぎ合わせたメダル」とも呼ばれる。

## 概要
1936年（昭和11年）に行われたベルリンオリンピックの棒高跳で、決勝戦の後の2・3位決定戦において西田修平と大江季雄の2人が残った。決勝戦が長引いたことと「同じ日本人だから。」という理由で2・3位決定戦が中止になった。西田は同率2位となると思っていたが、次回以降から適用されるはずのルールが採用されたことにより、西田が2位、大江が3位となった。西田はこの判定に納得せず、「前回のロサンゼルスオリンピックで銀メダルを貰ったから。」と大江を2位ということにした。帰国後、大江の兄が本来の順位を知り、西田にメダルの交換を申し出てきたため、半分に割ってそれぞれをくっつけるという案になり、「友情のメダル」が生まれた。その後、メダルを分けたという逸話が美談として新聞で取り上げられたこと等により人口に膾炙され、その逸話が小学校の国語の教科書や道徳の副読本にも掲載された。

## 沿革

### ベルリンオリンピック
1936年（昭和11年）8月5日、ベルリンオリンピックの陸上競技・棒高跳の決勝戦に西田修平、大江季雄、アール・メドウス、ビル・セフトンの4人が出場する。唯一4m35cmを跳んだメドウスの優勝が決まり、西田と大江の2・3位決定戦が残されたが、時間は午後9時を回っており、ドイツ人審判から「日本人同士だから」という理由で中止が提案され、西田・大江の2人が同意したため中止された。西田は、記録が同じなので2人が共に2位になると思っていたが、4m25cmを西田が1回目、大江が2回目に成功したことから、翌日の表彰式では、西田が2位、大江が3位とされた。西田は、試技数を順位判定の基準とするルールはベルリンオリンピックの次のオリンピックから適用されるものでベルリンオリンピックでは同記録は同順位のルールが適用されるべきであること、すでに前回のロサンゼルスオリンピックで銀メダルを取っているので銅メダルを貰い次のオリンピックで金メダルを獲得すれば金銀銅を揃えられるようになること等を理由に、表彰台では大江を2位として大江が銀メダルを受けることとした。

### 帰国後
大江は銀メダルを受け取り帰国したが、後に大江の兄がベルリン大会組織委員会から送られてきた賞状を見て順位の間違いに気付き、西田の銅メダルとの交換を申し出た。両者ともに譲らず、西田は大江と相談の上、銀座の松屋百貨店で宝石店を営んでいる知り合いに依頼し、スポーツ展覧会などの出品を経て翌1937年（昭和12年）に2つのメダルを分割して繋ぎ合わせた。

### 後年
大江が第二次世界大戦で戦死し、戦後、遺族が秩父宮記念スポーツ博物館にメダルを寄贈したことや、1964年（昭和39年）の東京オリンピックが行われる前に、読売新聞運動部記者であった川本信正が友情のメダルの逸話を新聞記事に美談として取り上げたことにより、一般に知られるようになった。その後、織田幹雄の文章で小学校の国語の教科書や道徳の副読本に掲載された。
2016年（平成28年）12月10日、西田の母校である和歌山県立桐蔭高等学校（旧・和歌山中学校）と、大江の母校である京都府立西舞鶴高等学校（旧・京都府立舞鶴中学校）の生徒たちが交流し、桐蔭高等学校は記念の盾、西舞鶴高等学校は友情のメダルのレプリカをそれぞれ贈った。

## 所蔵
それぞれの友情のメダルは、西田が所有していたものは早稲田大学大学史資料センターに、大江が所有していたものは秩父宮記念スポーツ博物館に所蔵されている。

### 展示
- 1964年（昭和39年）、平和相互銀行八重洲口支店の1階ロビーで開かれた「オリンピックメダル展」に西田の友情のメダルが出品された[14]。
- 1996年（平成8年）、舞鶴市政記念館で2つの友情のメダルが公開される[15]。
- 1997年（平成9年）、世田谷区立玉川小学校内のせたがや平和資料室で、特別展「戦場に散った選手たち」が開かれ、大江の友情のメダルが展示される[16]。
- 1998年（平成10年）8月23日、和歌山県那智勝浦町の体育文化会館で名誉町民・西田修平の偉業をしのぶ展示会が開かれ、友情のメダルが展示される[17]、同年11月29日、舞鶴市政記念館で2つの友情のメダルとメドウスの金メダルの3つが展示される[18]。
- 2000年（平成12年）10月10日から10月19日まで、富山県民会館で「20世紀日本のスポーツ展」が開かれ、友情のメダルが展示される[19][20]。
- 2005年（平成17年）7月16日から7月20日まで、早稲田大学會津八一記念博物館で「西田修平と『友情のメダル』」展が開かれ、大江の友情のメダルが公開された[12][21]。
- 2017年（平成29年）11月28日から12月13日まで、慶應義塾大学の特別展「近代日本と慶應スポーツ」で西田の友情のメダルが展示される[22]。
- 2018年（平成30年）5月15日から6月12日まで、「Museum Week 2018」の一環として、早稲田大学歴史館で西田の友情のメダルが展示される[23]。
- 2021年（令和3年）1月15日から3月28日まで、福井県教育総合研究所の特別展「オリンピック・パラリンピックと教科書」で、友情のメダルのレプリカが展示される[24]。
- 2021年（令和3年）7月16日から9月5日まで、高知県立歴史民俗資料館の企画展「土佐人　山本忠興と近代オリンピック」で、山本忠興の教え子の1人である西田の友情のメダルが展示される[25][26]。

## 関連文書
- 織田幹雄「スポーツものがたり 友情のメダル」『少年クラブ』第34巻第11号、大日本雄弁会講談社、1947年11月1日、20-21頁。
- 天野喜代子「繋ぎ合わせたメダルの誕生」『三田評論』第1220号、慶應義塾、2018年3月1日、77頁。